# WTA de Ilha Amélia
O WTA de Ilha Amélia – ou Bausch & Lomb Championships, na última edição – foi um torneio de tênis profissional feminino, de nível WTA Tier II.
Realizado em Ilha Amélia, no estado da Flórida, nos Estados Unidos, estreou em 1975, teve uma pausa entre 1981 e 1977 (o patrocinador foi para Hilton Head Island) e durou até 2008. Os jogos eram disputados em quadras de saibro verde durante o mês de abril. Depois da última edição, foi substituído pelo WTA de Ponte Vedra Beach

## Finais

### Simples
| Ano                                     | Campeã                  | Vice-campeã             | Resultado      |
| --------------------------------------- | ----------------------- | ----------------------- | -------------- |
| 2008                                    | Maria Sharapova         | Dominika Cibulková      | 7–67, 6–3      |
| 2007                                    | Tatiana Golovin         | Nadia Petrova           | 6–2, 6–1       |
| 2006                                    | Nadia Petrova           | Francesca Schiavone     | 6–4, 6–4       |
| 2005                                    | Lindsay Davenport       | Silvia Farina Elia      | 7–5, 7–5       |
| 2004                                    | Lindsay Davenport       | Amélie Mauresmo         | 6–4, 6–4       |
| 2003                                    | Elena Dementieva        | Lindsay Davenport       | 4–6, 7–5, 6–3  |
| 2002                                    | Venus Williams          | Justine Henin           | 2–6, 7–5, 7–65 |
| 2001                                    | Amélie Mauresmo         | Amanda Coetzer          | 6–4, 7–5       |
| 2000                                    | Monica Seles            | Conchita Martínez       | 6–3, 6–2       |
| 1999                                    | Monica Seles            | Ruxandra Dragomir       | 6–2, 6–3       |
| 1998                                    | Mary Pierce             | Conchita Martínez       | 86–7, 6–0, 6–2 |
| 1997                                    | Lindsay Davenport       | Mary Pierce             | 6–2, 6–3       |
| 1996                                    | Irina Spîrlea           | Mary Pierce             | 6–7, 6–4, 6–3  |
| 1995                                    | Conchita Martínez       | Gabriela Sabatini       | 6–1, 6–4       |
| 1994                                    | Arantxa Sánchez Vicario | Gabriela Sabatini       | 6–1, 6–4       |
| 1993                                    | Arantxa Sánchez Vicario | Gabriela Sabatini       | 6–2, 5–7, 6–2  |
| 1992                                    | Gabriela Sabatini       | Steffi Graf             | 6–2, 1–6, 6–3  |
| 1991                                    | Gabriela Sabatini       | Steffi Graf             | 7–5, 7–61      |
| 1990                                    | Steffi Graf             | Arantxa Sánchez Vicario | 6–1, 6–0       |
| 1989                                    | Gabriela Sabatini       | Steffi Graf             | 3–6, 6–3, 7–5  |
| 1988                                    | Martina Navrátilová     | Gabriela Sabatini       | 6–0, 6–2       |
| 1987                                    | Steffi Graf             | Hana Mandlíková         | 6–3, 6–4       |
| 1986                                    | Steffi Graf             | Claudia Kohde-Kilsch    | 6–4, 5–7, 7–67 |
| 1985                                    | Zina Garrison           | Chris Evert-Lloyd       | 6–4, 6–3       |
| 1984                                    | Martina Navrátilová     | Chris Evert-Lloyd       | 6–2, 6–0       |
| 1983                                    | Chris Evert-Lloyd       | Carling Bassett         | 6–3, 2–6, 7–5  |
| 1982                                    | Chris Evert-Lloyd       | Andrea Jaeger           | 6–3, 6–1       |
| 1981                                    | Chris Evert-Lloyd       | Martina Navrátilová     | 6–0, 6–0       |
| 1980                                    | Martina Navrátilová     | Hana Mandlíková         | 5–7, 6–3, 6–2  |
| Torneio não realizado entre 1981 e 1977 |                         |                         |                |
| 1976                                    | Chris Evert             | Kerry Reid              | 6–2, 6–2       |
| 1975                                    | Chris Evert             | Martina Navrátilová     | 7–5, 6–4       |

### Duplas
| Ano                                     | Campeãs                                    | Vice-campeãs                                   | Resultado                      |
| --------------------------------------- | ------------------------------------------ | ---------------------------------------------- | ------------------------------ |
| 2008                                    | Bethanie Mattek Vladimíra Uhlířová         | Victoria Azarenka Elena Vesnina                | 6–3, 6–1                       |
| 2007                                    | Mara Santangelo Katarina Srebotnik         | Anabel Medina Garrigues Virginia Ruano Pascual | 6–3, 7–64                      |
| 2006                                    | Shinobu Asagoe Katarina Srebotnik          | Liezel Huber Sania Mirza                       | 6–2, 6–4                       |
| 2005                                    | Bryanne Stewart Samantha Stosur            | Květa Peschke Patty Schnyder                   | 6–4, 6–2                       |
| 2004                                    | Nadia Petrova Meghann Shaughnessy          | Myriam Casanova Alicia Molik                   | 3–6, 6–2, 7–5                  |
| 2003                                    | Lindsay Davenport Lisa Raymond             | Virginia Ruano Pascual Paola Suárez            | 7–5, 6–2                       |
| 2002                                    | Daniela Hantuchová Arantxa Sánchez Vicario | María Emilia Salerni Åsa Svensson              | 6–4, 6–2                       |
| 2001                                    | Conchita Martínez Patricia Tarabini        | Martina Navrátilová Arantxa Sánchez Vicario    | 6–4, 6–2                       |
| 2000                                    | Final cancelada devido à chuva             | Final cancelada devido à chuva                 | Final cancelada devido à chuva |
| 1999                                    | Conchita Martínez Patricia Tarabini        | Lisa Raymond Rennae Stubbs                     | 7–5, 0–6, 6–4                  |
| 1998                                    | Sandra Cacic Mary Pierce                   | Barbara Schett Patty Schnyder                  | 7–6, 4–6, 7–6                  |
| 1997                                    | Lindsay Davenport Jana Novotná             | Nicole Arendt Manon Bollegraf                  | 6–3, 6–0                       |
| 1996                                    | Chanda Rubin Arantxa Sánchez Vicario       | Meredith McGrath Larisa Savchenko              | 6–1, 6–1                       |
| 1995                                    | Amanda Coetzer Inés Gorrochategui          | Nicole Arendt Manon Bollegraf                  | 6–2, 3–6, 6–2                  |
| 1994                                    | Larisa Neiland Arantxa Sánchez Vicario     | Amanda Coetzer Inés Gorrochategui              | 6–2, 6–7, 6–4                  |
| 1993                                    | Manuela Maleeva-Fragnière Leila Meskhi     | Amanda Coetzer Inés Gorrochategui              | 3–6, 6–3, 6–4                  |
| 1992                                    | Arantxa Sánchez Vicario Natalia Zvereva    | Zina Garrison-Jackson Jana Novotná             | 6–1, 6–0                       |
| 1991                                    | Arantxa Sánchez Vicario Helena Suková      | Mercedes Paz Natalia Zvereva                   | 4–6, 6–2, 6–2                  |
| 1990                                    | Mercedes Paz Arantxa Sánchez Vicario       | Regina Kordová Andrea Temesvári                | 7–6, 6–4                       |
| 1989                                    | Larisa Savchenko Natalia Zvereva           | Martina Navrátilová Pam Shriver                | 7–6, 2–6, 6–1                  |
| 1988                                    | Zina Garrison Eva Pfaff                    | Katrina Adams Penny Barg-Mager                 | 4–6, 6–2, 7–6                  |
| 1987                                    | Steffi Graf Gabriela Sabatini              | Hana Mandlíková Wendy Turnbull                 | 3–6, 6–3, 7–5                  |
| 1986                                    | Claudia Kohde-Kilsch Helena Suková         | Gabriela Sabatini Catherine Tanvier            | 6–2, 5–7, 7–6                  |
| 1985                                    | Rosalyn Fairbank Hana Mandlíková           | Carling Bassett Chris Evert-Lloyd              | 6–1, 2–6, 6–2                  |
| 1984                                    | Kathy Jordan Anne Smith                    | Anne Hobbs Mima Jaušovec                       | 6–4, 4–6, 6–4                  |
| 1983                                    | Candy Reynolds Rosalyn Fairbank            | Virginia Ruzici Hana Mandlíková                | 6–4, 6–2                       |
| 1982                                    | Leslie Allen Mima Jaušovec                 | Barbara Potter Sharon Walsh                    | 6–1, 7–5                       |
| 1981                                    | Kathy Jordan Anne Smith                    | Joanne Russell Pam Shriver                     | 6–3, 5–7, 7–6                  |
| 1980                                    | Rosie Casals Ilana Kloss                   | Kathy Jordan Pam Shriver                       | 7–6, 7–6                       |
| Torneio não realizado entre 1981 e 1977 |                                            |                                                |                                |
| 1976                                    | Ilana Kloss Linky Boshoff                  | Kathy Kuykendall Valerie Ziegenfuss            | 6–3, 6–2                       |
| 1975                                    | Evonne Goolagong Virginia Wade             | Rosie Casals Olga Morozova                     | 4–6, 6–4, 6–2                  |